# Montboissier
 Montboissier  ist eine französische Gemeinde mit 348 Einwohnern (Stand 1. Januar 2022) im Département Eure-et-Loir in der Region Centre-Val de Loire; sie gehört zum Arrondissement Châteaudun und zum Kanton Châteaudun.
Die Gemeinde Montboissier besteht aus den Ortsteilen Augonville, Dampierre und Le Perruchay. Sie hieß früher Le Houssay, weswegen die Einwohner heute noch Houssins bzw. Houssines genannt werden.
An der westlichen Gemeindegrenze verläuft der Fluss Loir. Hier mündet auch der Nebenfluss Vallée de Paray ein, der in manchen Kartenwerken auch als Vallée de la Malorne bezeichnet wird.

## Bevölkerungsentwicklung
| Jahr      | 1962 | 1968 | 1975 | 1982 | 1990 | 1999 | 2008 | 2018 |
| Einwohner | 305  | 335  | 315  | 311  | 277  | 279  | 312  | 326  |

## Sehenswürdigkeiten
- Ruinen des Schlosses Montboissier, ab 1772 von Nicolas Marie Potain für Charles Philippe Simon de Montboissier-Beaufort-Canillac (1750–1802) gebaut; 1795 zerstört

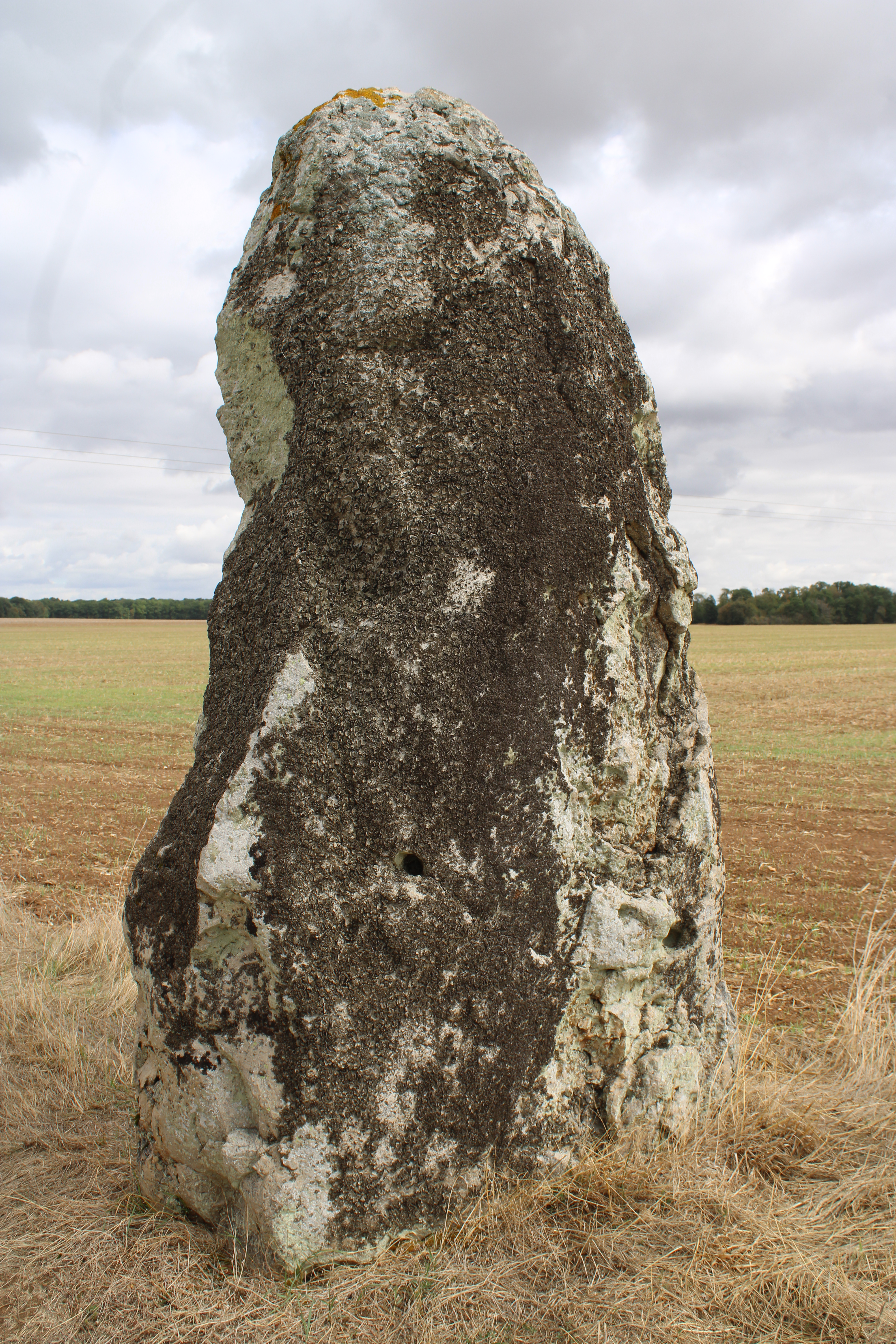
Menhir de l’Ormorice
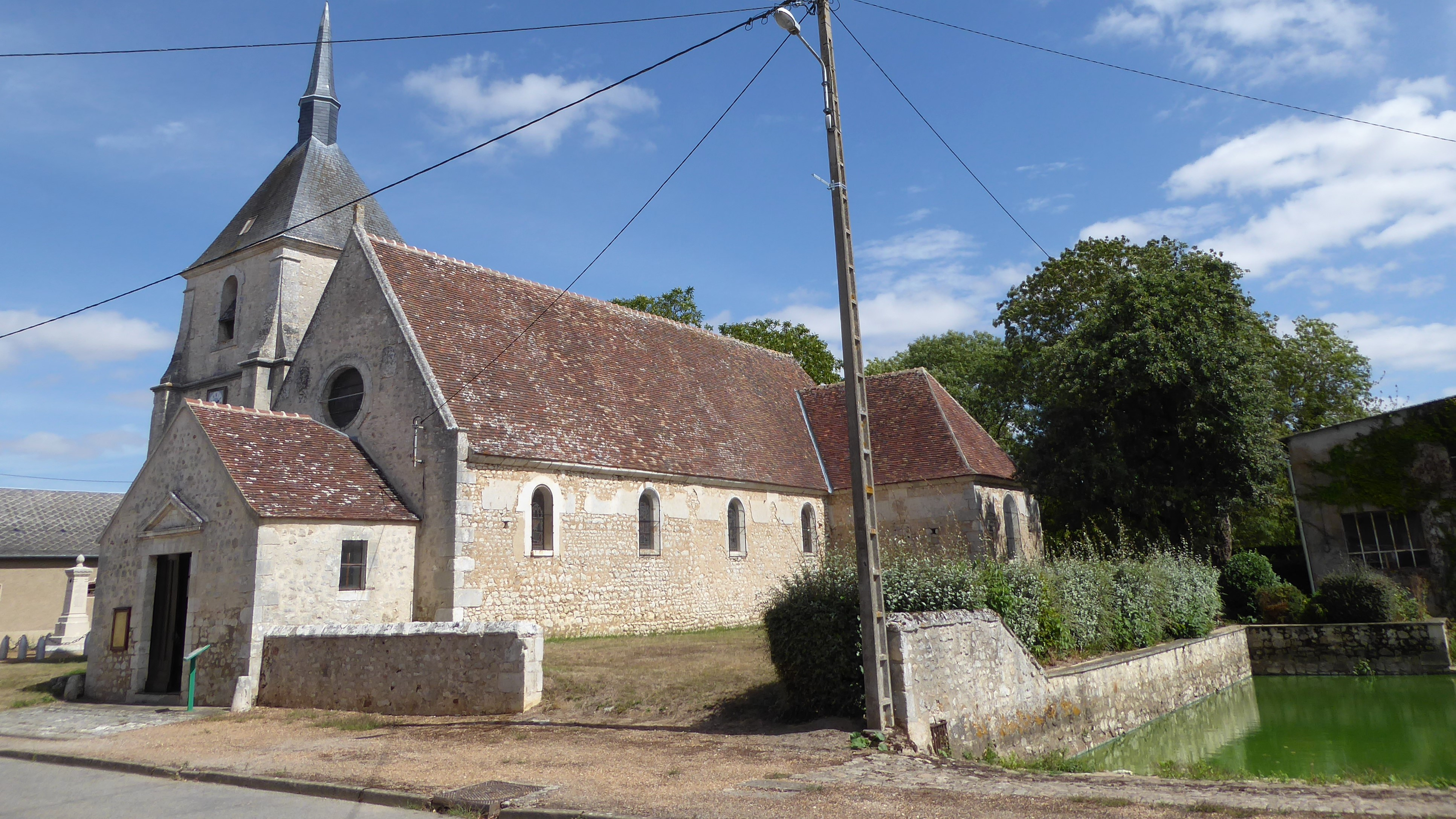
Kirche Saint-Claude
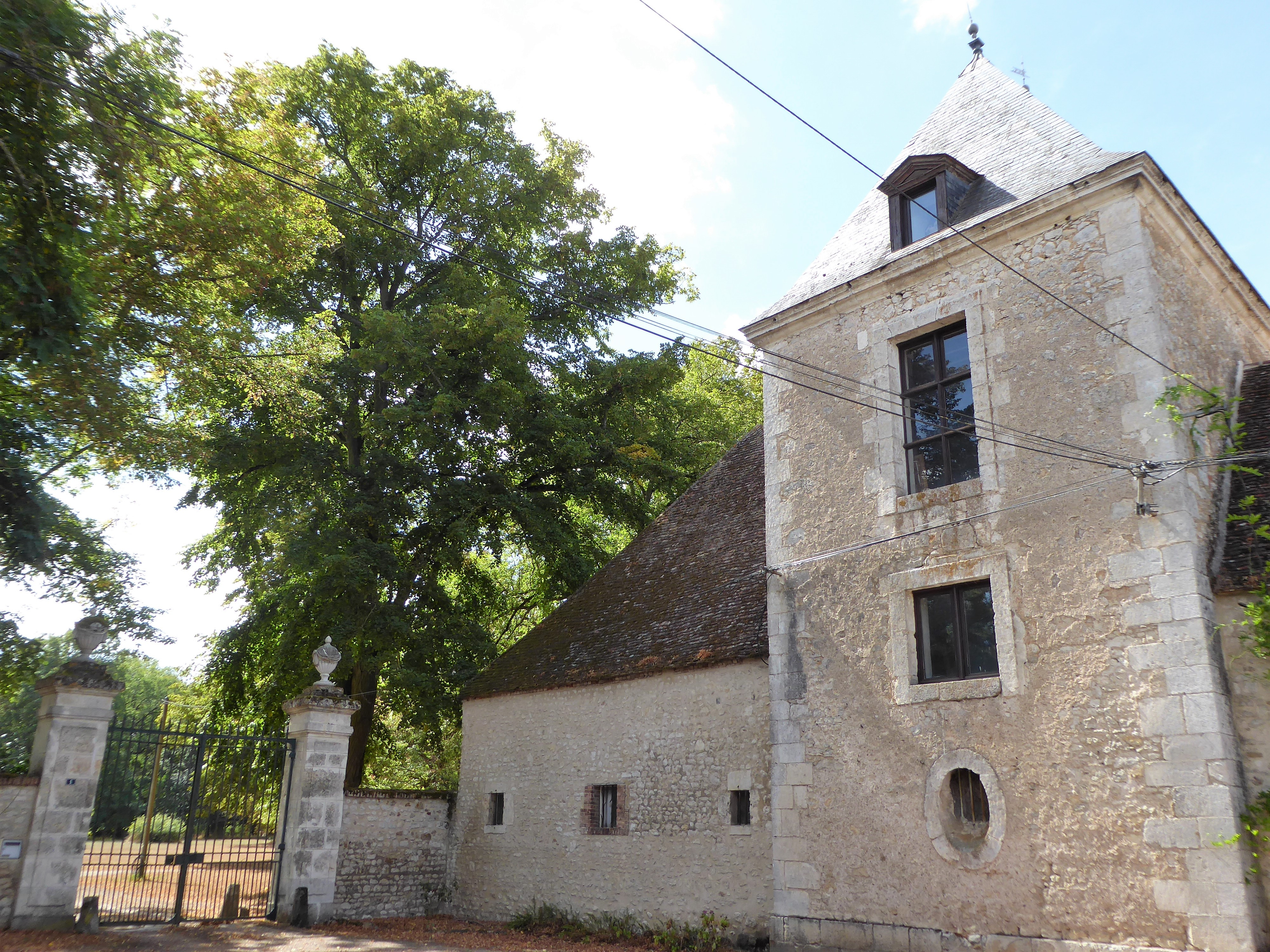
Schloss
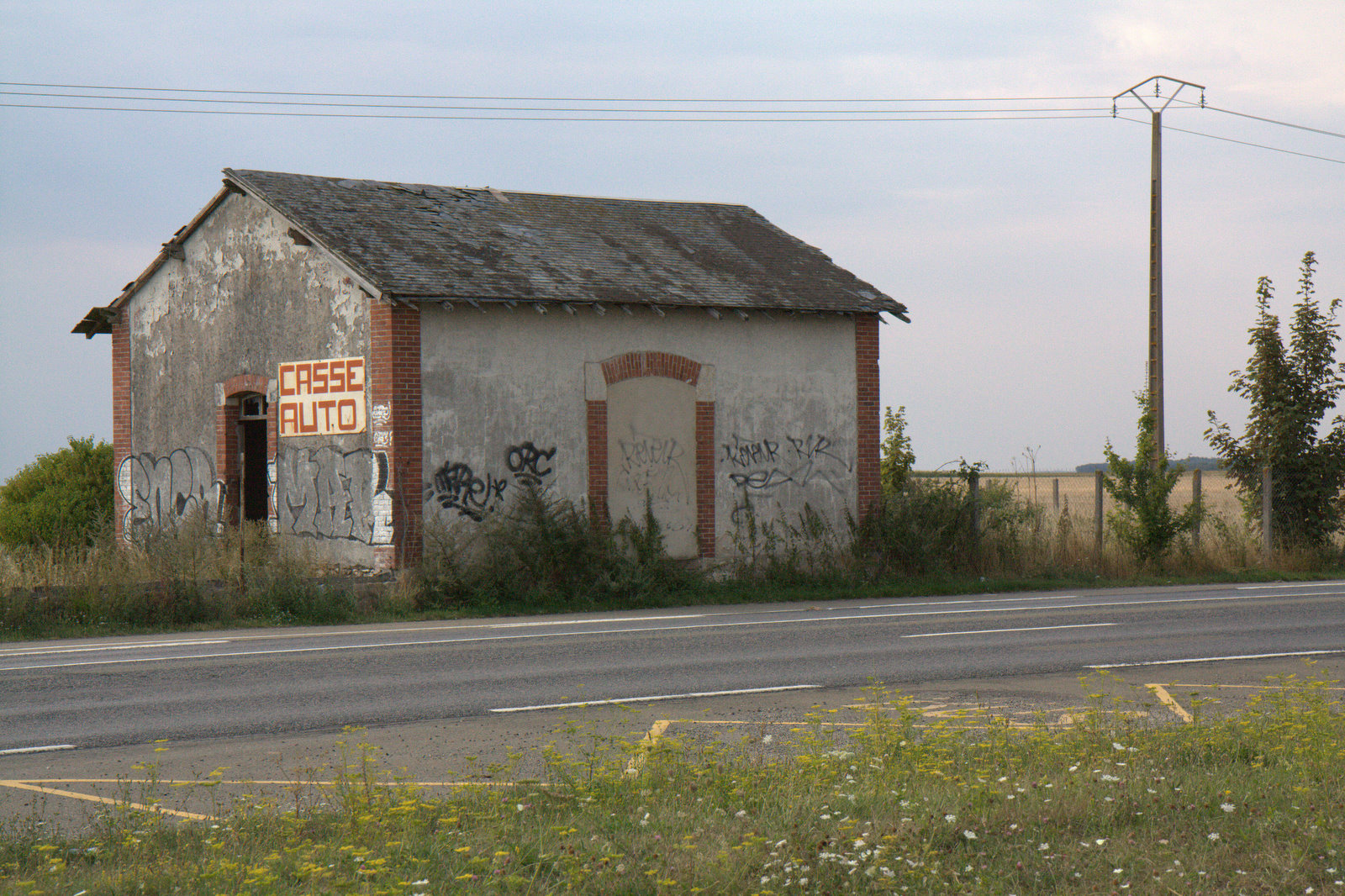
Ehemalige Station der 1899 bis 1937 in Meterspur betriebenen Straßenbahnlinie von Chartres nach Bonneval

- Menhir de l’Ormorice
- Kirche Saint-Claude
- Schloss
- Ehemalige Station der 1899 bis 1937 in Meterspur betriebenen Straßenbahnlinie von Chartres nach Bonneval

## Persönlichkeiten
- François-René de Chateaubriand (1768–1848), Schriftsteller, Politiker und Diplomat, lebte einige Zeit in Montboissier, wie aus seinem Mémoires d’outre-tombe (Buch 3, Kapitel 1) hervorgeht